# Francisco Bruno Barrera
Francisco Bruno Barrera fue un político y militar mexicano. Nació en Cerralvo, en 1756 y en 1778 residía ya en Monterrey. Procurador del ayuntamiento en 1781 a tesorero 1795 y 1796. Electo alcalde de Monterrey en 1805 y 1806 tiempo en el cual construyó dos piezas para la cárcel de mujeres. En 1810 al estallar la guerra de independencia, fue designado comandante de dos de las compañías que con las fuerzas de Pedro de Herrera y Leyva fueron destacadas en Saltillo para contener el avance insurgente. Con sus soldados fue hasta San Luis Potosí a auxiliar a los realistas, pero se regresó para unirse al gobernador Cordero de Coahuila. En 1813 tuvo a su cargo la defensa de la ciudad de Monterrey ante el ataque insurgente de José Herrera.
Nuevamente será nombrado alcalde en 1816 cargo que compartirá con el de gobernador interino del Nuevo Reyno de León hasta 1821 por las ausencias de Bernardo Ussel y Guimbarda y Bernardo Villamil quien partió a España. Realizó en ese tiempo la obra de los empedrados de las calles, reparó los portales y cajones de la plaza del Mercado (hoy Plaza Hidalgo) y puso especial empeño en organizar fuerzas para combatir a Mina en Soto La Marina también tenía el cargo de protector de los indios del pueblo de Guadalupe y ayudó mucho a la conclusión del templo del pueblo. Durante su gobierno fue hecha en Monterrey la declaración de independencia el 3 de julio de 1821 siguiendo los postulados del Plan de Iguala. Murió en Monterrey el 10 de marzo de 1829.